# Scaphoideus literatus
Scaphoideus literatus är en insektsart som beskrevs av William Lucas Distant 1908. Scaphoideus literatus ingår i släktet Scaphoideus och familjen dvärgstritar. Inga underarter finns listade i Catalogue of Life.